# Lola B10/60
 (novembre 2023).
Si vous disposez d'ouvrages ou d'articles de référence ou si vous connaissez des sites web de qualité traitant du thème abordé ici, merci de compléter l'article en donnant les références utiles à sa vérifiabilité et en les liant à la section « Notes et références ».
La Lola B10/60 est une voiture de course prototype de catégorie LMP1 construite par le constructeur britannique Lola Cars.
La première victoire générale en course est offerte par le Drayson Racing à Road America en American Le Mans Series 2010.

## 24 Heures du Mans
Trois Lola B10/60 Judd ont été engagées aux 24 Heures du Mans 2010 ; une par le Drayson Racing, équipe participant aussi aux American Le Mans Series, et deux par le Rebellion Racing, équipe également engagée en Le Mans Series.
Aucune de ces trois voitures ne sera classée à l'issue de la course.

## Palmarès
- American Le Mans Series
  - Vainqueur à Road America en 2010
- Le Mans Series
  - 3e dans la catégorie LMP1 en 2010 avec Rebellion Racing
  - Champion dans la catégorie LMP1 en 2011 avec Rebellion Racing